# Club van Londen
De Club van Londen is een internationaal gremium dat bemiddelt tussen kredietverstrekkende banken en landen die deze verstrekte kredieten niet of nauwelijks kunnen terugbetalen.
De Club van Londen is vergelijkbaar met de Club van Parijs. Bij deze laatste zijn het uitsluitend overheden die aan beide kanten van de tafel de onderhandelingen voeren terwijl bij de Club van Londen banken de onderhandelingspartner zijn. De organisatie is in mei 1976 opgericht en werkt sinds 1982 samen met de Club van Parijs.
De besprekingen binnen de Club van Londen vinden op ad-hocbasis plaats, als een probleem zich voordoet komen banken en schuldenaars bijeen om een oplossing te vinden. Een vaste structuur ontbreekt en de Club van Londen heeft in tegenstelling tot de Club van Parijs geen secretariaat of website. De stad Londen is enigszins misleidend omdat in de laatste decennia van de 20e eeuw veel gesprekken in New York zijn gevoerd.
Omdat vaak veel banken kredieten hebben uitstaan, worden alleen de belangrijkste banken bij de onderhandelingen betrokken. Om uit de problemen te komen kunnen nieuwe kredieten worden afgesproken, een mogelijkheid die ontbreekt bij de Club van Parijs. Verder kan de Club van Londen vroegtijdig in actie komen als terugbetalingsproblemen worden voorzien, ook deze mogelijkheid ontbreekt bij de Club van Parijs.
In april 2015 werd bekend dat Cuba met diverse banken in gesprek is om de schulden te regelen. Drie financiële partijen, met ongeveer de helft van het uitstaande schuld, gaan het gesprek aan met het land. De schuld bestaat uit 1 miljard euro en vijf miljard euro aan achterstallige rente. Cuba wil het schuldenvraagstuk regelen omdat het land weer internationaal actief wil worden nu het Amerikaanse embargo afzwakt.